# Raumfahrtnutzerzentrum
Das Raumfahrtnutzerzentrum (englisch Microgravity User Support Center, kurz MUSC) des deutschen Zentrums für Luft- und Raumfahrt (DLR) betreibt Großgeräte zur wissenschaftlichen Nutzung des Weltraums in den Disziplinen Materialwissenschaften, Biowissenschaften, Technologie und Extraterrestrik. Ansässig am DLR Standort in Köln, gehört das Raumfahrtnutzerzentrum zum Institut für Raumfahrtbetrieb und Astronautentraining. Das MUSC zertifiziert Weltraumexperimente für ihre Flugbereitschaft, betreut die Missionsdurchführungen mit Hilfe spezifischer Bodeninfrastruktur (beispielsweise mittels Bodenmodellen der Fluganlagen und Bodenrechnersystemen) und macht nach der Mission die archivierten Daten europäischen Nutzern zugänglich.
Derzeit ist das MUSC an zwei langfristigen Raumfahrt-Projekten beteiligt, der Nutzung der europäischen Experimentanlagen an Bord der Internationalen Raumstation ISS, sowie dem Betrieb des Kometenlanders PHILAE im Rahmen der ESA-Mission Rosetta.

## Forschung unter Schwerelosigkeit

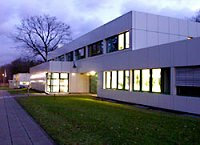
MUSC

Im MUSC wird das deutsche Nutzer-Unterstützungszentrum für die Forschung unter Schwerelosigkeit betrieben. Der Schwerpunkt liegt auf den Disziplinen Lebens- und Materialwissenschaften. Hier werden Wissenschaftler bei der Entwicklung und Durchführung von Weltraumexperimenten an Bord der ISS betreut. Neben der Betreuung von Experimenten auf der ISS werden Pilotexperimente auf Kurzzeitmissionen unter Schwerelosigkeit getestet und neue Anlagenkonzepte entwickelt.
Aufgabenfelder:
- Unterstützung des Astronauten-Trainings
- Betrieb von Bodenanlagen
- Flugprozeduren-Entwicklung
- Interaktiver Betrieb von Weltraumexperimenten (Telescience)
- Datenaufnahme, -aufbereitung, -archivierung und -verteilung
- Unterstützung von Kurzzeit-Experimenten auf Parabelflügen und Höhenforschungsraketen

### ROSETTA-Lander-Kontrollzentrum

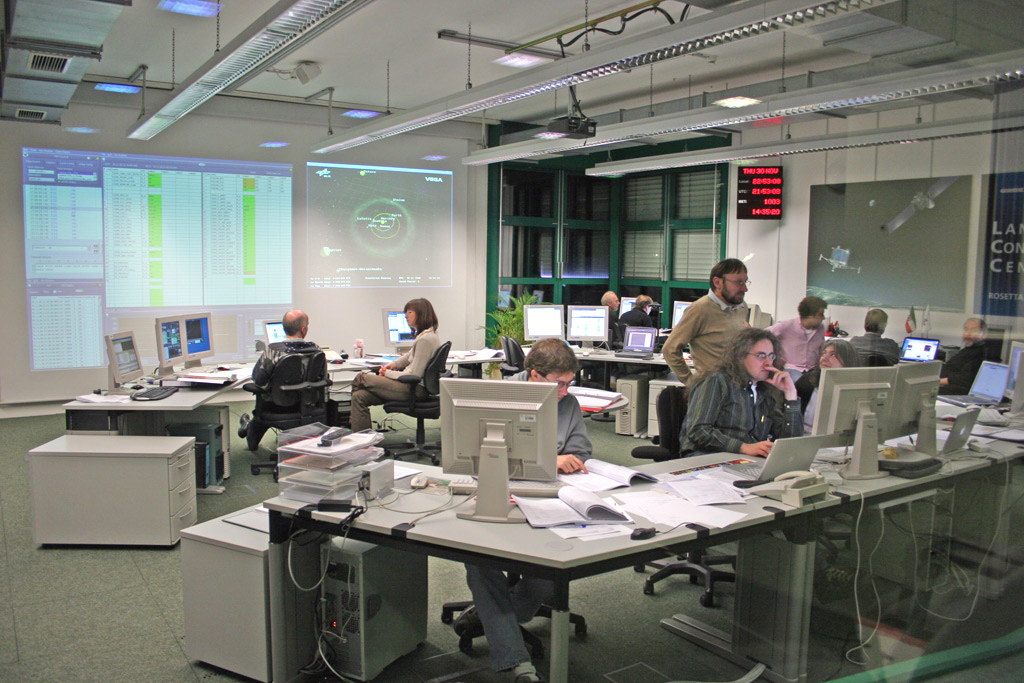
MUSC PHILAE Kontrollraum

Die ROSETTA Mission ist ein Eckpfeiler des Wissenschaftsprogrammes der ESA. Zum ersten Mal soll eine Raumsonde, PHILAE, weich auf einem Kometenkern landen und dort Struktur, physikalische Eigenschaften, Zusammensetzung und die Aktivität dieses schmutzigen Schneeballs untersuchen. Ziel der Mission ist der Komet 67P/Churyumov-Gerasimenko. Der Orbiter soll nach einer Reise von 10 Jahren den 4 km Durchmesser großen Himmelskörper im Jahre 2014 erreichen und die Landesonde PHILAE dort absetzen. PHILAE wird auf der Kometenoberfläche ein umfangreiches Messprogramm, solange die Sonde den extremen Bedingungen auf dem Kometen standhält, durchführen.
Das Lander-Kontrollzentrum (LCC) im MUSC ist verantwortlich für den Betrieb der Landesonde PHILAE. Die Übertragung von Telemetriedaten und Telekommandos der Sonde bzw. des Orbiters erfolgt über das europäische Missions-Kontrollzentrum (ESOC) in Darmstadt und das Netzwerk der ESA Bodenstationen.
Die Laufzeit der Signale je nach Entfernung von ROSETTA zur Erde (in einer Richtung) beträgt wenige Minuten bis zu einer halben Stunde.

### ISS-Anlagen-Kontrollzentrum
Die Internationale Raumstation (ISS) stellt die größte Forschungsplattform für Experimente unter reduzierter Schwerkraft dar. Der Betrieb der europäischen Nutzlasten an Bord der ISS erfolgt durch ein dezentrales Netz von Nutzerzentren (englisch User Support Operation Center, kurz USOC) im Auftrag der europäischen Weltraumorganisation.
Das MUSC überwacht und steuert verantwortlich als Facility Responsible Center die Nutzlasten: Materials Science Laboratory, Biolab, DOSIS und betreibt als Facility Support Center die externen Nutzlasten Matroshka und EXPOSE.
Während der Experimentdurchführung werden die Anlagendaten von den Bodenstationen, dem Columbus-Kontrollzentrum, sowie vom Payload Operations and Integration Center (kurz POIC) der NASA empfangen und nach Aufbereitung durch das MUSC an die Experimentatoren weitergeleitet. Parallel können die Wissenschaftler Änderungen im Ablauf der Experimente an das Nutzerzentrum übermitteln, die von hier in Echtzeit zu den Fluganlagen geschickt werden.
Zu den weiteren Aufgaben des MUSC gehört die Planung des Experimentbetriebs auf der ISS und die Vorbereitung und Zertifizierung der Experimente in den funktionsgleichen Bodenanlagen der Nutzlasten.

#### Materials Science Laboratory

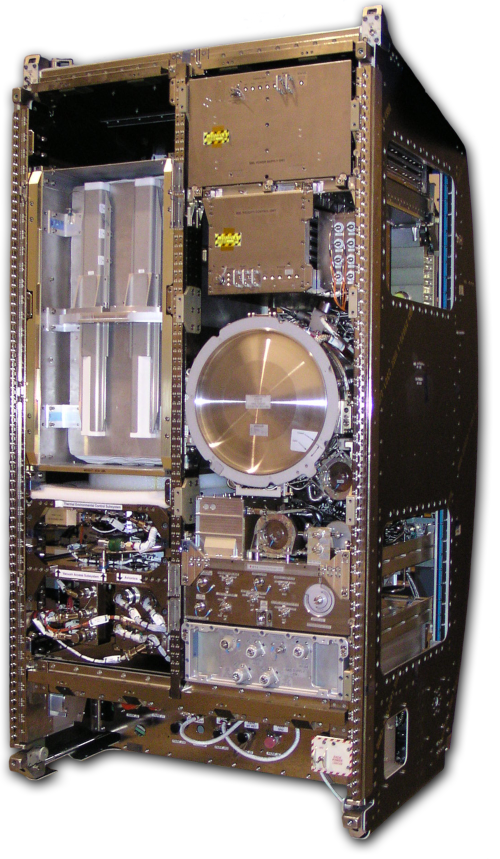
MSRR-1

Das Materials Science Laboratory (kurz MSL) dient dem Schmelzen und der Solidifikation leitender Metalle, Legierungen und Halbleiter im extremen Vakuum oder in hochreinen Edelgasumgebungen in der Schwerelosigkeit. Neben Experimenten zum besseren Verständnis der Einflüsse von Schwerelosigkeit auf die Gefügeentwicklung von Metallen bei Gießprozessen eröffnet die Anlage weitere Möglichkeiten zur Erforschung der thermophysikalischen Eigenschaften von Legierungen und glasbildenden Materialien sowie der Fest-Flüssig-Phasenübergänge in Polymeren und Keramiken.
Ziel der Untersuchungen ist es, das Verständnis von Übergangsprozessen, (Atom-)Strukturen und Materialeigenschaften zu erweitern, sodass die Berechnungsmodelle verbessert werden können. So sollen bisherige Herstellungsmethoden verfeinert, Produkte verbessert und neue entwickelt werden können.

#### Biolab

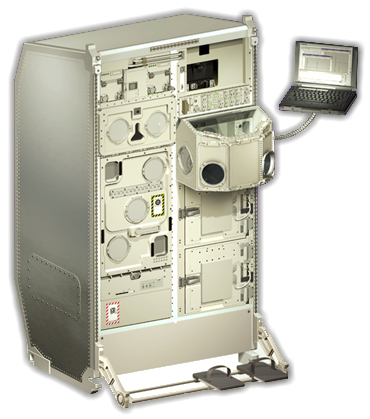
Biolab

Biolab unterstützt biologische Experimente an Mikroorganismen, Zellen, Gewebekulturen, Pflanzen und kleinen Wirbellosen. Dabei sollen die Rolle und der Einfluss der Gravitation auf die verschiedenen Ebenen des Lebens – von der Zelle bis zur Pflanze oder dem Insekt – untersucht werden.
Die biologischen Untersuchungsproben werden mit einem Bio-Container zur Internationalen Raumstation gebracht und dort manuell ins Biolab eingebracht. Die Untersuchungen können teils automatisch durchgeführt werden. Die typische Untersuchungsdauer reicht dabei vom einzelnen Tag bis zu drei Monaten.